# Güepsa (ort)
Güepsa är en ort i Colombia.   Den ligger i departementet Santander, i den centrala delen av landet, 170 km norr om huvudstaden Bogotá. Güepsa ligger 1 526 meter över havet och antalet invånare är 2 471.
Terrängen runt Güepsa är kuperad. Runt Güepsa är det ganska tätbefolkat, med 80 invånare per kvadratkilometer. Närmaste större samhälle är Vélez, 11,2 km väster om Güepsa. Omgivningarna runt Güepsa är en mosaik av jordbruksmark och naturlig växtlighet.